# Волинський фаховий коледж культури і мистецтв імені Ігоря Стравінського Волинської обласної ради
Волинський фаховий коледж культури і мистецтв імені І. Ф. Стравінського Волинської обласної ради — заклад освіти створений 1 липня 1997 року на базі ліквідованих Луцького державного музичного училища та Луцького училища культури.

## Історія
Луцьке державне музичне училище було відкрите 6 червня 1959 року в приміщенні Луцької міської ради на вулиці Червоної Армії, 5 (нині — вулиця Винниченка). В грудні 1963 року на баланс училища було передано приміщення колишньої тюрми на вулиці Крупської, 8. Серед очільників училища — заслужений працівник культури України Михайло Андрійович Пахолко (1962–1976) , Дмитро Пантелеймонович Коновалов (1976-1984), заслужений працівник культури України Андрій Йосипович Теребух (1984–1999).
Луцьке училище культури засновано в 1952 році в смт. Ківерці Волинської області як технікум з підготовки культурно-освітніх працівників. У 1961 році — реорганізовано у культурно-освітнє училище, у 1963 році — переведено до обласного центру — м. Луцька, у 1990 році — перейменовано в Луцьке училище культури.
14 квітня 1997 року, відповідно до Указу Президента України «Про основні напрями реформування вищої освіти України», було видане розпорядження голови обласної державної адміністрації «Про створення Волинського державного училища культури і мистецтв». Натомість музичне училище та училища культури були ліквідовані.  Згідно з рішенням Волинської обласної ради від 7 вересня 2017 р. №15/28 навчальний заклад перейменовано на Волинський коледж культури і мистецтв імені І.Ф. Стравінського. 

## Відомі персоналії
Серед випускників училищ — депутат Лесь Танюк, автор проекту «Нова музика в Україні» композитор В.Рунчак, заслужені діячі мистецтв України: хоровий диригент В.Мойсіюк, С.Вовк, В.Герасимчук, О.Некрасов, В.Тиможинський, народні артисти України: В.Чепелюк, О.Огородник, тріо Мареничів, О.Якимчук; заслужені артисти: Зоя та Петро Комаруки, М.Лазука, Р.Антонюк, С. Барвік-Карпатський; заслужені працівники культури України: Т.Ткач, П.Хлєбнік, А.Трофимович, Я.Найда — керівник оркестру заслуженого ансамблю пісні і танцю України «Колос». 